# Торнборо-Хенджиз

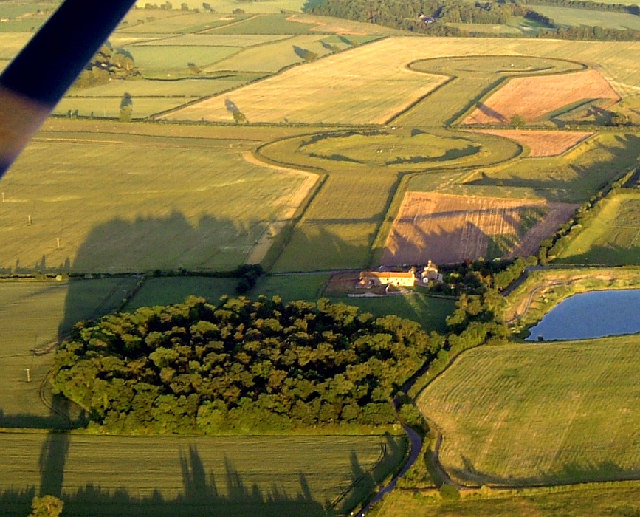
Три хенджа комплекса Торнборо-Хенджиз

Торнборо-Хенджиз — необычный комплекс древних памятников, включающий три выровненных хенджа, по которым получил своё название. Расположен у деревни Торнборо, недалеко от города Машам в Северном Йоркшире, Англия. Комплекс включает много больших сооружений включая курсусы, хенджи, могильники и жилища. Считается, что они были частью «ритуального пространства» сопоставимого по значению с древними памятниками Солсберийской равнины в эпоху неолита и бронзового века и датируются между 3500 и 2500 гг. до н. э.